# Microencapsulação
Microencapsulação é uma tecnologia que permite o revestimento fino a partículas sólidas, gotas de líquidos, dispersões, com um filme protetor. Permite o revestimento de partículas com décimas de mícron até 5000 mícrons. No entanto as técnicas de encapsulação não são universais para os diversos produtos.

## Melhoramento de fármacos
Este tipo de tecnologia permite revestir partículas de tamanho de décimo de micra até 5000 micras. Tem como objetivos na indústria farmacêutica de modificar a libertação do fármaco, mascarar o sabor, administrar substâncias incompatíveis ao mesmo tempo, uso em higiene pessoal, entre outros.